# 鳥居忠次
鳥居 忠次（とりい ただつぐ、生没年不詳）とは江戸時代の浮世絵師。

## 来歴
鳥居清忠の門人と考えられている。 忠次と号す。江戸時代後期の鳥居派の絵師で、絵馬を残している。絵馬「蜀の三傑」（福島県郡山市田村町山中の田村神社所蔵）が知られている。
1980年（昭和55年）5月に、家型大絵馬「絵馬 三国志三傑図」は福島県の県指定重要有形文化財に指定され、現在は前述の田村神社に所蔵されている。